# Austroglossus microlepis
Austroglossus microlepis е вид лъчеперка от семейство Soleidae.

## Разпространение
Видът е разпространен в Намибия и Южна Африка.